# Олександр (Павлович)
Єпископ Олександр (в миру Андроник Іванович Павлович; 17 травня 1799, село Кобринова Гребля, Уманський повіт, Київська губернія — 8 листопада 1874, Київ) — український релігійний діяч Російські імперії, єпіскоп Російської православної церкви, єпископ Архангельський та Холмогорський на Московщині, а згодом єпископ у Полтаві з титулом «Полтавський та Переяславський» на Гетьманщині. Військовий та тюремний капелан, учасник оборони Соловецьких островів у Білому морі під час Кримської війни 1854.

## Життєпис
Народився у греко-католицькому селі Уманщини в сім'ї священика. Початкову освіту отримав у сільській школі.
17 липня 1817 року закінчив Київську духовну академію і був рукопокладений у диякона у містечку Бородянка Київського повіту, залишений вчителем латинської мови при митрополичому хорі у Києві. 15 червня 1820 року рукопокладений у священники і призначений до Полоцького піхотного полку. У 1827–1832 роках був священником у містечку Рижанівка Звенигородського повіту Київської єпархії Церкви Російської імперії. 1832 року за власним проханням був знову призначений священником Олексопольського полку, в якому служив протягом 15 років до 1847 року.
12 грудня 1841 року зведений у сан протоієрея. 1847–1853 року був настоятелем Солмбальського Преображенського Морського собору Архангельської єпархії Церкви Російської імперії.
20 червня 1853 — єпископом Христофором Андроником був пострижений в чернецтво.
21 червня 1853 року зведений в сан архімандрита, а 25 червня призначений настоятелем Спасівського Соловецького монастиря.
1854 року під час експедиції флоту Британської імперії у Біле море був серед оборонців островів. За цю діяльність отримав низку нагород, зокрема від російського імператора Миколи I.
17 листопада 1857 — архієрейська хіротонія на єпископа Архангельського та Холмогорського Відомства православного сповідання Російської імперії. На Архангельській катедрі ВПСРІ служив протягом 3 років. 1858 — віце-президент Архангельського тюремного комітету.
13 вересня 1860 року призначений єпископом Полтавським та Переяславським. 17 листопада 1862 року звільнений на покій за власним бажанням.
17 червня 1864 року звернувся до Синоду із проханням призначити йому в управління Києво-Видубецький Георгієвський монастир. Прохання було виконане, але до монастиря не переселявся, продовжував жити у Києві при катедральному соборі.
1867 року захотів відвідати Єрусалим та інші святі місця. Отримавши відпустку на 6 місяців виїхав із України. Відвідавши Єрусалим, побував і на Афоні. У вересні 1868 року повернувся до Києва.
17 жовтня 1874 року востаннє взяв участь у богослужінні. У той день обійшов усі печери Києво-Печерської лаври. 18 жовтня почувався зле, і вже не виходив зі своєї келії. Помер 8 листопада 1874 року. 10 листопада був похований у Дальніх печерах Києво-Печерської лаври.